# Sven Henricson
Sven Henrik Henricson, född 19 juli 1906 i Motala, död 11 juni 1992 i Motala, var en svensk målare och reklamtecknare.
Henricson studerade på Konsthögskolan Valand, i Berlin och London. Han målade bland annat skördemotiv och blomstermotiv. Sven Henricson är begravd på Arvika kyrkogård.